# Milan Lukeš
Milan Lukeš (ur. 14 grudnia 1933 w Pradze, zm. 21 września 2007 tamże) – czeski polityk, dyrektor Czeskiego Teatru Narodowego i minister kultury. Wykładowca Uniwersytetu im. Karola w Pradze. Tłumaczył dzieła wielkich klasyków Williama Szekspira, Eugene’a O’Neilla i Harolda Pintera. W latach 1989–1990 był ministrem kultury, a w latach 1990–1992 pełnił funkcje wicepremiera czeskiego rządu i posła Czeskiej Rady Narodowej.